# فانتیزول
فانتیزول (انگلیسی: Fanetizole)   دارویی است که فعالیت تنظیم کننده ایمنی دارد.